# Thiénodiazépine
Ne doit pas être confondu avec Thiénobenzodiazépine.

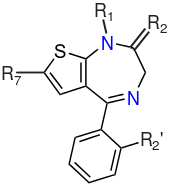
Structure générale des thiénodiazépines.

Une thiénodiazépine est un composé chimique hétérocyclique contenant un noyau diazépine lié à un noyau thiophène.
La thiénodiazépine constitue la base des substances suivantes :
- bentazépam[1] ;
- brotizolam, utilisé chez les bovins pour « stimulation de l'appétit lors d'anorexies primaires ou secondaires[2]» ;
- clotiazépam[3] ;
- étizolam[4] ;
- thiénalprazolam.

Dans la mesure où les thiénodiazépines se lient aux récepteurs des benzodiazépines, elles ont les mêmes effets que ces dernières.
En France, la seule thiénodiazépine commercialisée en tant que médicament est le clotiazépam,.